# 큰귀뛰는쥐
큰귀뛰는쥐 또는 큰귀저보아(Euchoreutes naso)는 뛰는쥐과에 속하는 설치류이다. 야행성 동물로 긴꼬리과 도약이 가능한 긴 뒷다리 그리고 특히 큰 귀를 가진 설치류이다. 큰귀뛰는쥐아과(Euchoreutinae)와 큰귀뛰는쥐속(Euchoreutes)의 유일종으로 간주될 정도로 독특하다. 구북구 생물지리구에서 발견된다.